# 諾埃爾司令區
諾埃爾司令區（西班牙語：Distrito de Comandante Noel），是秘魯的一個區，位於該國北部安卡什大區的卡斯馬省，始建於1926年5月3日，面積222.76平方公里，海拔高度12米，2005年人口2,043，人口密度為每平方公里9.2人。